# Marie-Germaine Bousser
Marie-Germaine Bousser, née le 11 août 1943 à Choisy-le-Roi, est une neurologue française connue pour ses travaux dans le domaine maladies cérébrovasculaires et notamment sa découverte, en 1993, d'une maladie génétique touchant les artères du cerveau, le CADASIL.

## Biographie
En 1972, Marie-Germaine Bousser sort diplômée de la faculté de médecine Pitié-Salpêtrière. Elle y enseigne la neurologie à partir de 1981, avant d'intégrer l'université Paris VII-Diderot.
Bousser dirige le service de neurologie de l'hôpital Saint-Antoine entre 1989 et 1997, puis celui de l'hôpital Lariboisière,. Elle fait partie de l'unité de recherche INSERM U740, spécialisée dans l'étude des maladies génétiques vasculaires cérébrales,.
Marie-Germaine Bousser est l'auteur de plus de 400 articles scientifiques. Ses travaux, consacrés aux accidents vasculaires cérébraux (AVC) et aux migraines, lui valent une reconnaissance internationale,. Avec la généticienne Élisabeth Tournier-Lasserve, elle découvre une maladie génétique, désignée par l'acronyme CADASIL. La découverte est publiée en 1993 dans la revue scientifique Nature Genetics,.
En 2005, Marie-Germaine Bousser est appelée au chevet de Jacques Chirac, après son accident vasculaire cérébral. Valérie Biousse, qui fut longtemps son élève avant d'émigrer aux États-Unis, dit d'elle : « Elle pouvait mettre sur le même plan aide-soignante et agrégé, donner autant de temps au SDF qui arrivait par hasard après un accident à la gare du Nord qu'aux célébrités qui venaient chercher son avis. »
Elle prend sa retraite en 2012, et continue de donner des conférences.

## Distinctions

### Prix
- Le grand prix de recherche Claude Bernard de la ville de Paris est attribué à Marie-Germaine Bousser en 2000.
- Elle reçoit le prix Johan Jakob Wepfer de l'European Stroke Conference en 2008[2].
- Elle est lauréate du Brain Prize de la Fondation Lundbeck en 2019[5].

### Décorations
- Commandeur de la Légion d'honneur Marie-Germaine Bousser est faite chevalier de la Légion d'honneur en le 8 avril 1998[6]. Elle est promue officier 31 décembre 2006[7], puis commandeur en 29 mars 2013[8].
- Grand officier de l'ordre national du Mérite Elle est directement élevée à la dignité de Grand officier par décret du 19 mai 2018[9], alors qu'elle n'était qu'officier de l'ordre depuis le 29 novembre 2003[2].

## Ouvrages
- Marie-Germaine Bousser et Jean-Louis Mas, Accidents vasculaires cérébraux, Rueil-Malmaison, Doin, coll. « Traité de neurologie », 2009, 1225 p. (ISBN 978-2-7040-1258-9)
- L'aspirine, pour ou contre ?, vol. 81, Le Pommier, coll. « Les Petites pommes du savoir », 2006, 63 p. (ISBN 978-2-7465-0279-6)
- Marie-Germaine Bousser, Anne Ducros et Hélène Massiou, Migraine et céphalées, Doin, coll. « Traité de neurologie », 2005, 521 p. (ISBN 978-2-7040-1183-4)